# Liste des gouverneurs des régions du Niger
Cette page dresse la liste des gouverneurs des huit régions du Niger.

## Nominations de mars 2010
| Région    | Nom                                 | Depuis (le) |
| --------- | ----------------------------------- | ----------- |
| Agadez    | Colonel Yayé Garba                  | Mars 2010   |
| Diffa     | Colonel Fodé Camara                 | Mars 2010   |
| Dosso     | Issoufou Yacouba                    | Mars 2010   |
| Maradi    | Colonel Garba Maïkido               | Mars 2010   |
| Niamey    | Colonel Soumana Djibo               | Mars 2010   |
| Tahoua    | Colonel Sani Issa Kaché             | Mars 2010   |
| Tillabéri | Lieutenant-colonel Ibrahim Bagadoma | Mars 2010   |
| Zinder    | Colonel Mahamadou Barazé            | Mars 2010   |

## Nominations de mai 2011
| Région    | Nom                         | Depuis (le) |
| --------- | --------------------------- | ----------- |
| Agadez    | Colonel Garba Maikido       | Mai 2011    |
| Diffa     | Colonel Fodé Camara Mamadou | Mars 2010   |
| Dosso     | Babalé Amadou               | Mai 2011    |
| Maradi    | Sidi Mohamed                | Mai 2011    |
| Niamey    | Kané Aichatou Boulama       | Mai 2011    |
| Tahoua    | Idé Amadou                  | Mai 2011    |
| Tillabéri | Youssoufa Mamadou Maiga     | Mai 2011    |
| Zinder    | Oumarou Saidou Issaka       | Mai 2011    |

Moussa Alhousseini succède à Sidi Mohamed à la tête de Maradi en octobre 2012.

## Nominations de septembre 2013
| Région    | Nom                   | Depuis (le)       |
| --------- | --------------------- | ----------------- |
| Agadez    | Colonel Garba Maikido | Mai 2011          |
| Diffa     | Yacoubou Soumana Gaoh | Septembre 2013    |
| Dosso     | Seydou Zataou Ali     | Septembre 2013    |
| Maradi    | Garba Babalé          | 15 septembre 2013 |
| Niamey    | Kané Aichatou Boulama | Mai 2011          |
| Tahoua    | Barmou Salifou        | Septembre 2013    |
| Tillabéri | Diabri Assimiou       | Septembre 2013    |
| Zinder    | Kalla Moutary         | Septembre 2013    |

## Nominations de juin 2016
| Région    | Nom                   | Depuis (le)    |
| --------- | --------------------- | -------------- |
| Agadez    | Colonel Garba Maikido | Mai 2011       |
| Diffa     | Laouali Dandano       | Juin 2016      |
| Dosso     | Seydou Zataou Ali     | Septembre 2013 |
| Maradi    | Zakari Oumarou        | Juin 2016      |
| Niamey    | Kané Aichatou Boulama | Mai 2011       |
| Tahoua    | Barmou Salifou        | Septembre 2013 |
| Tillabéri | Diabri Assimiou       | Septembre 2013 |
| Zinder    | Issa Moussa           | Juin 2016      |

## Nominations de septembre 2021
| Région    | Nom                        | Depuis (le)       |
| --------- | -------------------------- | ----------------- |
| Agadez    | M. Magagi Maman Dada       | 23 Septembre 2021 |
| Diffa     | M. Issa LEMINE             | 23 Septembre 2021 |
| Dosso     | M. Albachir Aboubacar      | 23 Septembre 2021 |
| Maradi    | M. Chaïbou Aboubacar       | 23 Septembre 2021 |
| Niamey    | M.Oudou Ambouka            | 23 Septembre 2021 |
| Tahoua    | M. Moussa Issa             | 23 Septembre 2021 |
| Tillabéri | M. Diori Dourahamane       | 23 Septembre 2021 |
| Zinder    | M. Laouali Amadou Madougou | 23 Septembre 2021 |

## Nominations d'août 2023
| Région    | Nom                                          | Depuis (le)   |
| --------- | -------------------------------------------- | ------------- |
| Agadez    | Général de Brigade Ibro Boulama              | 1er Août 2023 |
| Diffa     | Général de Brigade Ibrahim Bagadoma          | 1er Août 2023 |
| Dosso     | Général de Brigade Iro Oumarou               | 1er Août 2023 |
| Maradi    | Contrôleur Général de Police Issoufou Mamane | 1er Août 2023 |
| Niamey    | Général de Brigade Abdou Assoumane Harouna   | 1er Août 2023 |
| Tahoua    | Colonel-Major Oumarou Tawayé                 | 1er Août 2023 |
| Tillabéri | Lieutenant-Colonel Maïna Boukar              | 1er Août 2023 |
| Zinder    | Colonel Labo Issoufou                        | 1er Août 2023 |